# 7853 Confucius
A 7853 Confucius (ideiglenes jelöléssel 2086 T-2) a Naprendszer kisbolygóövében található aszteroida. Cornelis Johannes van Houten,  Ingrid van Houten-Groeneveld és Tom Gehrels fedezte fel 1973. január 29-én.